# 53157 Акайсідаке
53157 Акаїшідаке (53157 Akaishidake) — астероїд головного поясу, відкритий 5 лютого 1999 року.
Тіссеранів параметр щодо Юпітера — 3,242.